# Шевченко, Максим Александрович
Максим Александрович Шевченко (11 февраля 1983, Ейск) — российский футболист, полузащитник; после завершения карьеры игрока — тренер.

## Биография

### Карьера игрока
В 1999—2001 годах играл за любительский клуб «Центр-Р-Кавказ» Краснодар. В первенстве России выступал в первом (2005, 2006—2011/12, 2012/13 — 2013/14) и втором (2002—2005, 2011/12, 2013/14) дивизионах за команды «Спартак» Анапа (2002), «Краснодар-2000» (2003—2005), «Амур» Благовещенск (2005), «Балтика» Калининград (2006—2007), «Салют» Белгород (2008—2010, 2011—2013), «Кубань» Краснодар (2010), «Волгарь» Астрахань (2011), «Торпедо» Армавир (2014). В сезоне 2014/15 сыграл во втором дивизионе 16 матчей за ФК «Севастополь», впоследствии аннулированных.
Играл за любительские клубы «ГНС-Спартак» Краснодар (2015), «Пионер» Ленинградская (2015), «Кубань Холдинг» Павловская (2016), «Витязь-Мемориал» Староминская (2017), «Магнат» Краснодар (2017), «Спартак» Раевская (2018), «Кубань Холдинг-2» Павловская (2019).

### Работа тренером
С 2020 года работает ассистентом главного тренера клуба «Кубань Холдинг» Павловская. С 10 до 17 октября 2022 года был временно исполняющим обязанности наставника павловской команды.